# Klaus Luger

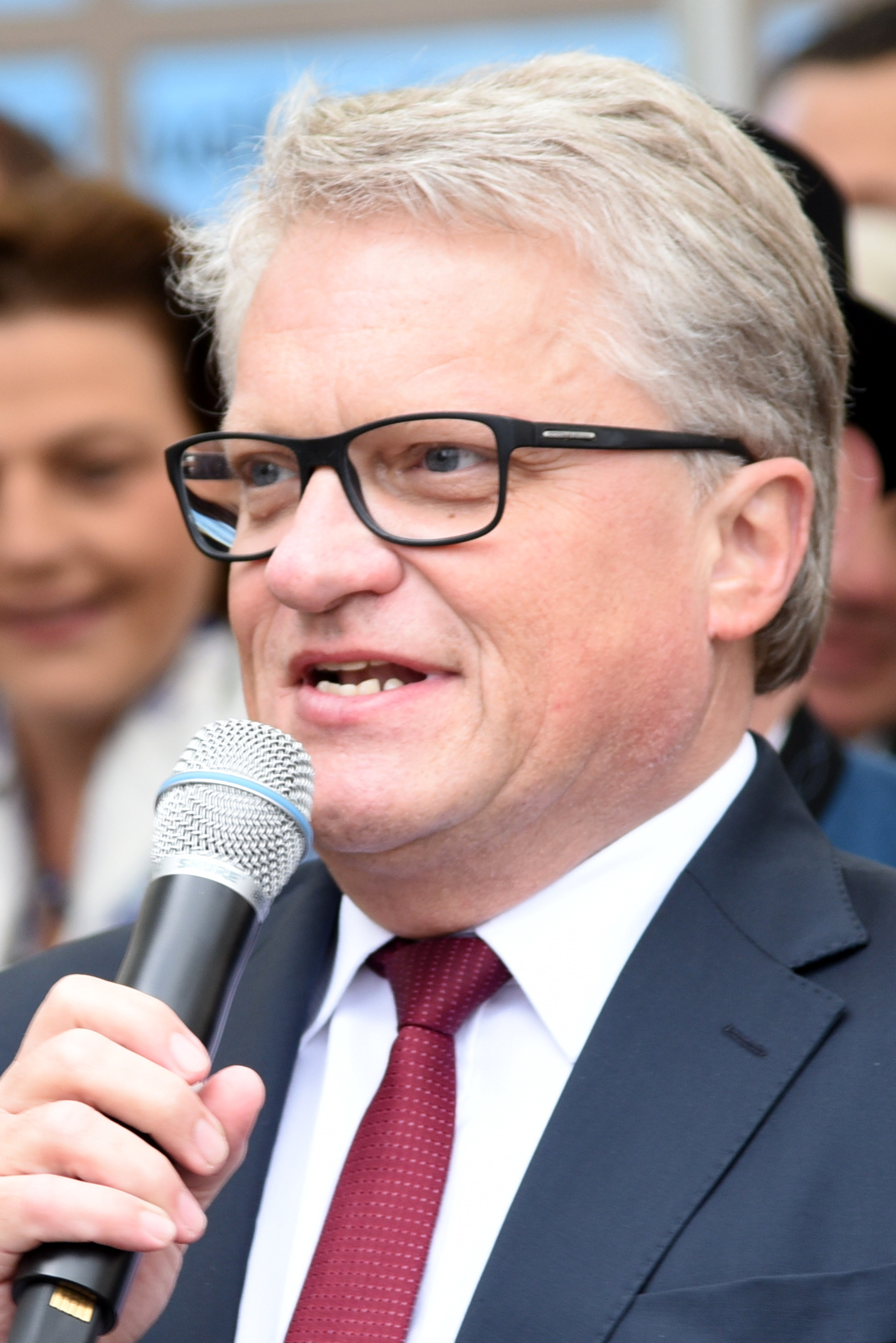
Klaus Luger (2017)

Klaus Peter Luger (* 8. November 1960 in Linz) ist ein ehemaliger österreichischer Politiker (SPÖ) und war von 2013 bis 2024 Bürgermeister der Landeshauptstadt Linz.

## Leben
Luger hat eine Schwester und kommt aus einem sozialdemokratischen Elternhaus.
Nach der Matura am Georg-von-Peuerbach-Gymnasium im Jahr 1979 studierte er Geschichte und Publizistik an der Universität Salzburg sowie Sozialwissenschaften an der Universität Linz. Während seiner Studienzeit war er Mitglied im Kommunistischen StudentInnenverband. 
Seine Hobbys sind laut eigener Aussage Lesen, Kochen und Fußball (deklarierter Anhänger des FC Blau-Weiß Linz).
Luger hat aus früherer Ehe Zwillingssöhne und ist seit Mai 2015 in zweiter Ehe verheiratet.

## Politik
Von 1990 bis zum Jahr 2000 war Luger Vorsitzender der SPÖ-Parteisektion Karlhof in Linz-Urfahr. 
Seit dem Jahr 2003 hat er diverse Führungsfunktionen in Unternehmen der städtischen Unternehmensgruppe inne. Zwischen 2003 und 2009 war Luger zuständiger Stadtrat für Raumplanung, Baurecht und Personal. Am 7. November 2013 wurde Luger vom Gemeinderat zum Bürgermeister der Stadt Linz gewählt. Als politisches Motto verfolgt Luger eine „Lebensstadt Linz“, die Arbeitsplätze, (Aus-)Bildungsmöglichkeiten und soziale Dienstleistungen anbietet. Ab Ende des Jahres 2013 war er Aufsichtsratsvorsitzender der Linz AG und der LIVA (Linzer Veranstaltungsgesellschaft mbH). Ab März 2014 war Luger Vorsitzender der oberösterreichischen Landesgruppe im Österreichischen Städtebund. Am 23. August 2024 gab er seinen Rücktritt als Bürgermeister mit Wirksamkeit vom 2. September 2024 bekannt.

## Kontroversen
Für öffentliche Kritik sorgten 2014 Kontakte Lugers zum türkischen Kulturverein Avrasya, der der rechtsextremen türkischen Organisation „Graue Wölfe“ angehören soll. Luger bestätigte zwar eine nationalistische Orientierung des Vereins, er gehe aber nicht davon aus, dass es sich um eine „faschistische“ Organisation handle.
Einen Tag vor dem Landesparteitag im Jänner 2016 zog sich Luger aus allen Ämtern in den Spitzengremien der oberösterreichischen SPÖ zurück. Grund war ein Wechsel in der Geschäftsführung der Landespartei, der nach der Landtagswahl in Oberösterreich 2015 laut Landesparteivorsitzendem Reinhold Entholzer notwendig wurde. Auf Peter Binder und Roland Schwandner folgte Sabine Schatz als Landesgeschäftsführerin. Erst beim Landesparteitag am 1. Oktober 2022 mit der Wahl von Michael Lindner zum Vorsitzenden kehrte Luger in die Landesgremien zurück und wurde zu einem der Stellvertreter des Landesparteiobmanns gewählt.
Die Staatsanwaltschaft ermittelt gegen Luger außerdem, wegen eines möglichen finanziellen Schadens für die Stadt Linz, der auf bis zu 5 Millionen Euro geschätzt wird. Auslöser der Ermittlungen ist eine Anzeige von MFG-Landesparteiobmann Joachim Aigner. Zu den Kosten zählen unter anderem eine Schadenersatzforderung von rund 3 Millionen Euro durch den früheren Brucknerhaus-Direktor Dietmar Kerschbaum, die Ausgaben für die Bürgermeister-Neuwahl, Gutachten- und PR-Beratungskosten sowie Personalkosten für einen möglichen neuen Posten für Luger in einer stadteigenen Gesellschaft. Zusätzlich entstehen Kosten durch notwendige Änderungen in städtischen Publikationen und Medien. Die genaue Schadenshöhe ist noch nicht abschließend geklärt, und sowohl die SPÖ als auch Luger selbst haben sich bislang nicht zu den Vorwürfen geäußert. Die Ermittlungen laufen weiterhin.

### LIVA-Affäre
Bereits im November 2023 ging eine anonyme Anzeige im Whistleblower-System der LIVA ein, wonach 2017 der Sänger und Musikmanager Dietmar Kerschbaum vor einem Hearing zur Berufung des neuen künstlerischen Geschäftsführers der LIVA Linzer Veranstaltungsgesellschaft mbH und Brucknerhaus-Intendanten Fragen zugespielt bekommen habe. In der Folge wurde Kerschbaum auf den Posten berufen.
Luger, der als LIVA-Aufsichtsratsvorsitzender über die Vorwürfe informiert wurde, vermied zunächst, den Aufsichtsrat über die Vorwürfe in Kenntnis zu setzen. Er konfrontierte Kerschbaum mit den Anschuldigungen und versprach nach Bekanntwerden in der Öffentlichkeit eine „lückenlose Aufklärung“. 
Im März 2024 präsentierte Luger persönlich das Rechtsgutachten auf einer Pressekonferenz mit der Beteuerung, dass es „keine Verdachtsmomente [gäbe], wer die Unterlage in Zirkulation gebracht hat“. Im Vorfeld beschloss der Aufsichtsrat der LIVA nach einer außerordentlichen Sitzung die sofortige Entlassung Kerschbaums. Im Hinblick auf den damals noch unbekannten Verdächtigen drohte der Stadtchef mit möglichen strafrechtlichen Konsequenzen.
Im August 2024 wurde bekannt, dass Luger selbst die Unterlagen an Kerschbaum zugespielt und damit die Abstimmung manipuliert hatte. Geleakte Chatprotokolle dokumentieren ein Vertrauensverhältnis zwischen Kerschbaum und Luger, das bereits vor dessen Bestellung zum Brucknerhaus-Chef existiert hatte. Zuvor hatte dies Luger medienwirksam bestritten. Die Manipulation wurde bekannt, nachdem Kerschbaum im Juli 2024 nach Vorwürfen finanzieller Vorteilsnahme entlassen worden war. Infolgedessen gab er am 23. August 2024 seinen Rücktritt als Bürgermeister mit Wirksamkeit vom 2. September 2024 bekannt, nachdem er am 22. August 2024 alle Parteiämter niedergelegt hatte.
Seit September 2024 ermittelt die Linzer Staatsanwaltschaft mit einem Anfangsverdacht gegen Luger, wegen Veruntreuung öffentlicher Gelder. Für Lugers Mandat im Aufsichtsrat der LIVA wurde von der SPÖ Meinhard Lukas nominiert. Zu seiner Nachfolgerin als Aufsichtsratsvorsitzende der Linz AG wurde im September 2024 Vizebürgermeisterin Karin Hörzing bestellt.

## Publikationen
- Klaus Luger: Identität und Konformität im Arztberuf : eine empirische Untersuchung zum Rollenverständnis von Ärztinnen und Ärzten in einem Krankenhaus. Hochschulschrift, Universität Salzburg 1988.
- Klaus Luger: Advokatur und Politik: zur Geschichte der Advokaten im Abgeordnetenhaus des cisleithanischen Reichsrathes von 1867 bis 1917. Hochschulschrift, Universität Linz 1988.
- Klaus Luger: Die nicht stattgefundene Beziehung : eine Untersuchung über Ausgangslagen und Hintergründe des Verhältnisses zwischen Japan und der Habsburgermonarchie von 1869 bis 1894. Hochschulschrift, Universität Salzburg 1990.
- Klaus Luger, Alois Froschauer, Nikolaus Stadler: Tiefe Wurzeln, hohe Blüte: die Geschichte der Linzer SPÖ-Betriebsorganisation VOEST. SPÖ-Sektion VOEST, Linz 1992, ISBN 3900840040.
- Klaus Luger und Klaus Ruckerbauer (Hrsg.): Linz: Sozial. Offen. Stark. Linz 2001, ISBN 3-900401-46-2.
- Klaus Luger und Johann Mayr (Hrsg.): Stadtgesellschaft: Werte und Positionen. Bürgermeister Franz Dobusch zum 60. Geburtstag gewidmet. Linz 2011.